# 钱家营矿区街道
钱家营矿区街道，是中华人民共和国河北省唐山市路南区下辖的一个乡镇级行政单位。

## 行政区划
钱家营矿区街道下辖以下地区：
第一社区、第二社区和第三社区。